# Henitjesksundet

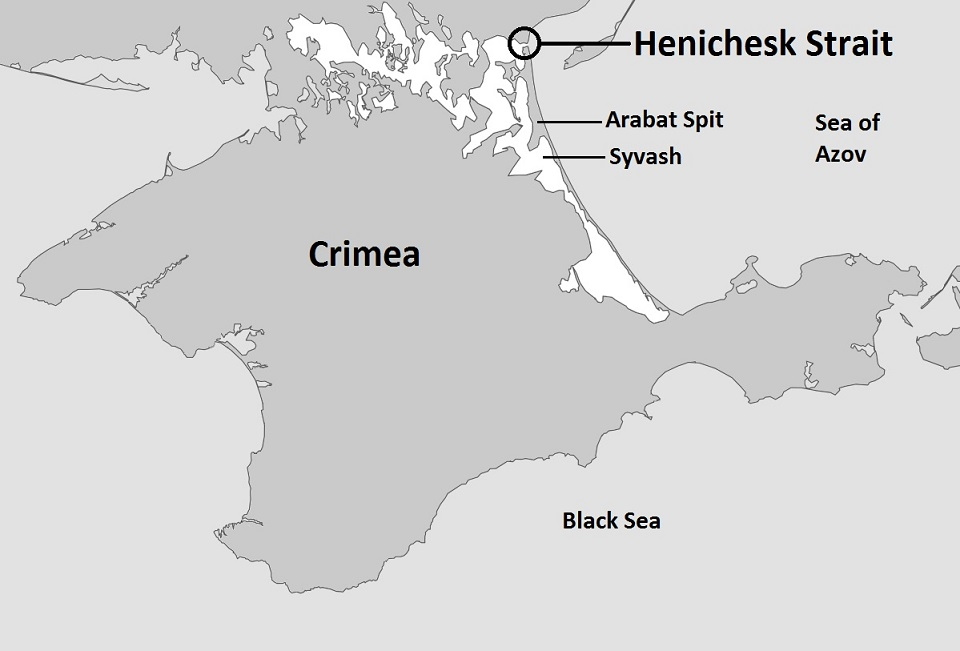
Henitjesksundet (Henichesk strait) på en karta över Krim.

Henitjesksundet (ukrainska: Генічеська протока: Henitjeska protoka, ryska: Генический пролив: Genitjeskij proliv) i Ukraina förbinder Azovska sjön med Syvasj, ett område med grunda vikar och våtmarker längs Krimhalvöns nordöstsida. Sundet skiljer Arabatnäset i söder från fastlandet i norr.

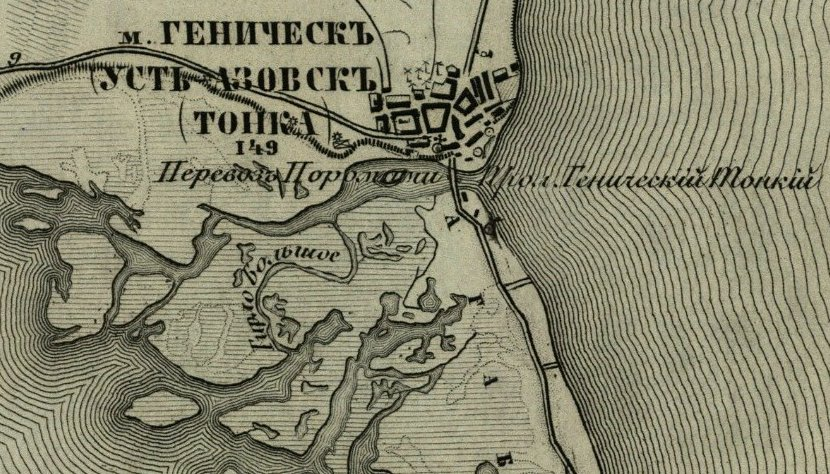
Henitjesksundet på en karta från 1860–1890

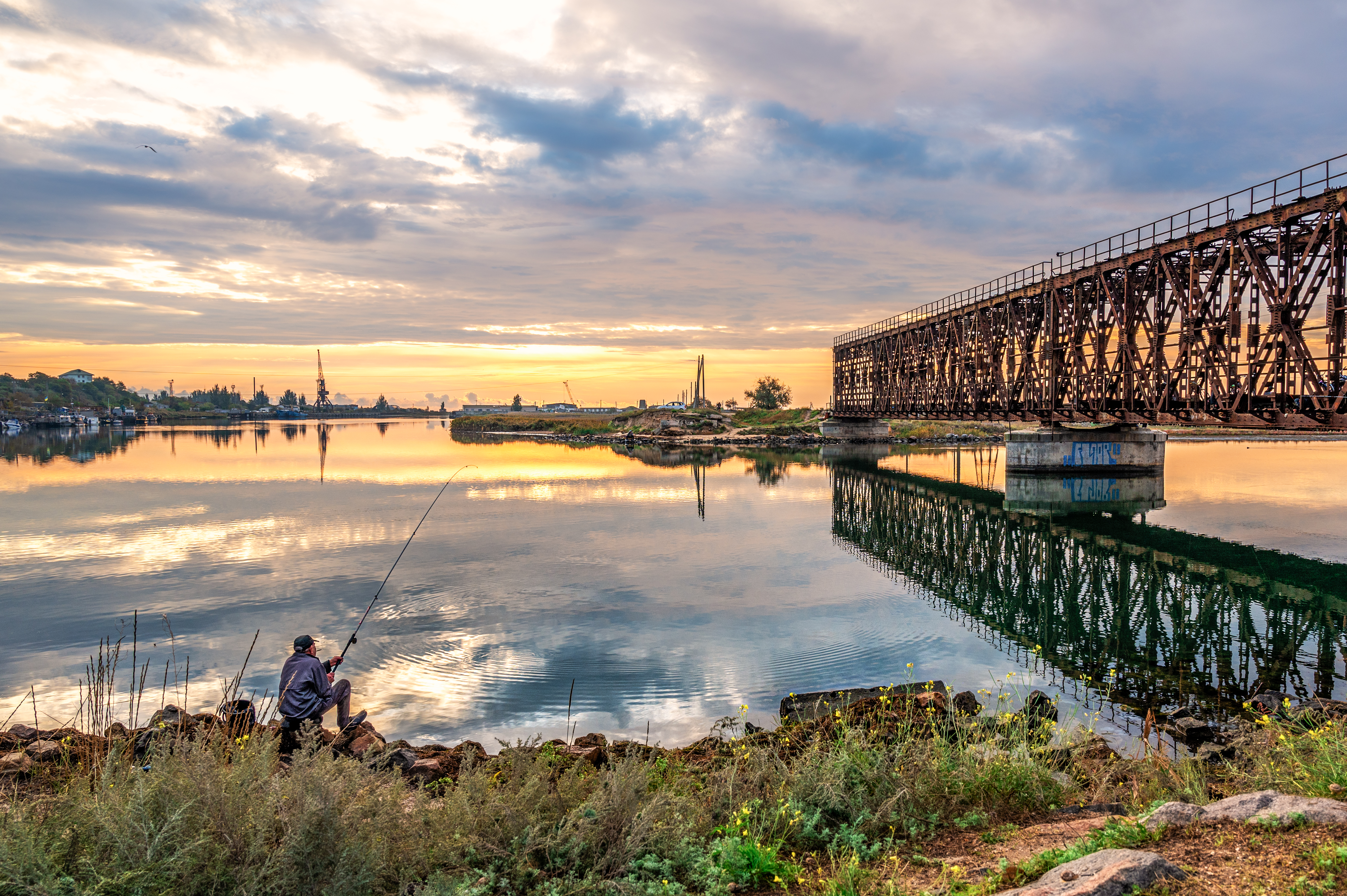
Henitjesksundet med järnbron i Henitjesk.

Sundet är cirka 4 km långt, upp till omkring 4,6 meter djupt och inte mer än 80–150 meter brett.
Staden Henitjesk ligger på norra sidan av sundet och mot Azovska sjön. Den är administrativt centrum i Henitjesk rajon, som sträcker sig ytterligare några mil söderut längs Arabatnäset och därmed är det sydligaste distriktet i Cherson oblast.